# Jesús Mercadé i Aguadé
Jesús Mercadé i Aguadé (Vilabella, Tarragonès, 10 de març de 1905 - Barcelona, 3 de gener de 1995) fou un destacat mestre pedagògicament renovador, especialment durant els anys del franquisme.

## Formació i primers anys de docència
Es formà al seminari diocesà de Tarragona. Estudis que abandonà per dedicar-se a fer de mestre. Havia estudiat magisteri com a alumne lliure. Després de ser mestre interí de Barberà, fou docent a l'Ateneu Igualadí de la Classe Obrera. El 1927 era director del grup escolar Ventós i Mir de Badalona, on conegué Joana Matia Borau amb qui es casà dos anys després. Durant uns anys ells dos obriren l'Acadèmia Sagrada Família, al carrer Diputació 164, de Barcelona.
El curs 1932-1933 Mercadé era director de les escoles de l'Ateneu Obrer Martinenc al barri del Clot de la capital catalana. Ell i la seva esposa introduïren el plantejament de la Cooperativa Escolar en què l'alumnat conforma una cooperativa que, de manera emprenedora, gestiona les activitats i els recursos de l'escola.  El 1933  fou destinat a l'escola unitària  de la Rambla de Volart mentre la seva esposa esdevenia mestra d'Alpens (Osona).
Acabada la Guerra Civil, Joana Matia fou empresonada durant dos anys i represaliada amb l'expulsió del magisteri  i Joan Merecadé era traslladat forçosament a La Jonquera.

## Mestre a La Jonquera i a Barcelona
Al capdavant de l'escola unitària de nois de La Jonquera, Jesús Mercadé, dins el marc que permetia l'escola del franquisme, portà a terme una remarcable tasca de renovació pedagògica fonamentada en els principis cooperatius del mètode Freinet. No fou menor, en aquesta tasca, tenir com a inspector a Lluís Maria Mestras i Martí. La iniciativa dels nois i la col·laboració de les famílies va aconseguir la dignificació de l'edifici escolar i uns plantejaments actius dels aprenentatges. Una tasca educativa que, el 1952 s'aplegava sota la divisa: "Treball, tenacitat i fermesa en els propòsits".
Fets que motiva diverses visites a l'escola de Jesus Mercadé com la portada a terme per un grup de mestres rossellonesos, la col·lectiva de cinquanta mestres de l'Alt Empordà acompanyats dels seus inspectors o la del ministre espanyol d'educació Joaquín  Ruiz-Jiménez.  Des de 1948 es publicava la revista Cooperación Junquerense que recollia la tasca d'activisme cívic i autoformació de l'escola. El 1956 fou distingit amb la Creu d'Alfons X el Savi.
Per motius de reagrupació familiar, Jesús Mercadé es traslladà a Barcelona tot acceptant l'oferiment d'exercir en l'escola parroquial de Sant Medir de Barcelona, on hi estigué vinculat vint-i-dos anys fins a jubilar-se. En un ambient de més flexibilitat per portar a terme les seves propostes de renovació pedagògica. Entorn de la seva jubilació rebé homenatges i es publicà l'opuscle L'última lliçó del mestre. L'escola d'avui, el fracàs escolar, la nostra escola de La Jonquera. Presentat en un acte d'homenatge a La Jonquera de l'octubre de 1982. Jesús Mercadé té una avinguda dedicada al seu nom que acull el mercat setmanal de la vila alt-empordanesa.

## Obra
- Mercadé i Agudé, Jesús. L'última lliçó d'un mestre : l'escola d'avui, el fracàs escolar, la nostra escola de La Jonquera.  La Jonquera: Ajuntament de La Jonquera, 1985.